# Église du Bon-Pasteur de Strasbourg
Pour les articles homonymes, voir Église du Bon-Pasteur.
L'église du Bon-Pasteur est une église catholique située à Strasbourg, rue du Rieth, dans la « cité nucléaire »', au nord du quartier de Cronenbourg. Elle est consacrée au Bon Pasteur, figure allégorique de Jésus, dans l'Évangile de saint Jean et l'Évangile de saint Luc.